# نصب يوري غاغارين
نصب يوري غاغارين التذكاري (بالروسية: Памятник Гагарину Ю.А.) هو نصب تذكاري مُخصّص ليوري غاغارين، أوّل رائد فضاء في العالم.
يقع التمثال في شارع لينينسكي في موسكو. يبلغ ارتفاع التمثال 42.5 مترا، ويزن 12 طنّا. التمثال مصنوع من التيتانيوم، وهو معدن يستخدم غالبًا في المركبات الفضائية.
وهو أول نصب تذكاري واسع النطاق في العالم مصنوع من التيتانيوم.